# Carta de los Cuarenta y dos
La carta de los Cuarenta y dos (en ruso: Письмо́ сорока́ двух) fue un carta abierta firmada por cuarenta y dos intelectuales y artistas rusos y dirigida a la sociedad en general, al presidente y al gobierno del país, en reacción a la Crisis constitucional rusa de 1993. Fue publicada en el periódico Izvestia el 5 de octubre de 1993, bajo el título "Escritores exigen acciones decisivas del gobierno."

## Contenido
La carta contenía las siguientes demandas:
1.- Todo tipo de partidos, frentes y asociaciones comunistas y nacionalistas deben ser disueltos y prohibidos por decreto del Presidente.
2.- Todos los grupos y asociaciones ilegales paramilitares y/o armados deben ser identificados y disueltos.
3.- La legislación ha de prever fuertes sanciones contra la propaganda del fascismo, el odio racial o los llamamientos a la violencia y a la brutalidad. Los jueces y fiscales que hayan colaborado con sus causas han de ser retirados inmediatamente de su trabajo.
4.- Los órganos de prensa que día a día inspiran odio, invocan a la violencia y son, a nuestro juicio, uno de los principales organizadores y perpetradores de la tragedia (y potenciales perpetradores de multitud de tragedias futuras), como Deñ, Pravda, Soviétskaya Rossíya, Literatúrnaya Rossíya (así como el programa de televisión 600 Segundos) y algunos otros deben cerrarse hasta que comiencen los procedimientos judiciales.
5.- Deben suspenderse las actividades de los órganos de la autoridad soviética que se niegan a obedecer a la autoridad legítima de Rusia.
6.- Todos juntos debemos evitar que el juicio de los organizadores y participantes del sangriento drama en Moscú se vuelva similar a esa vergonzosa farsa que se llama "el juicio de la Banda de los Ocho".
7.- Reconocer no sólo al Congreso de los Diputados del Pueblo, al Soviet Supremo, sino también a todos los órganos (incluido el Tribunal Constitucional) formados por ellos como no legítimos.

## Crítica
El diario comunista Pravda reaccionó publicando una carta de tres disidentes soviéticos – Andréi Siniavsky, Vladímir Maksímov y Piotr Abovin-Yeguides - pidiendo la dimisión inmediata del presidente Borís Yeltsin.

## Apoyo
Una carta titulada "Un llamamiento del público democrático de Moscú al Presidente de Rusia B. N. Yeltsin" ("Обращение собрания демократической общественности Москвы к президенту России Б.Н. Ельцину") fue publicada el 8 de octubre de 1993, haciéndose eco de las demandas clave de la Carta de los Cuarenta y dos.

## Firmantes
| - Alés Adamóvich - Anatoli Anániev - Víktor Astáfiev - Аrtiom Anfinoguénov - Bela Ajmadúlina - Grigori Baklánov - Zori Balayán - Tatyana Bek - Aleksandr Borschagovski - Vasil Bykaŭ - Borís Vasíliev - Aleksandr Guelman - Daniil Granin - Yuri Davýdov | - Daniil Danin - Andréi Deméntiev - Mijaíl Dudin - Aleksandr Ivanov - Edmund Iodkovski - Rimma Kazakova - Serguéi Kaledin - Yuri Karyakin - Yákov Kostyukovski - Tatiana Kuzovliova - Aleksandr Kúshner - Yuri Levitanski - Dmitri Lijachov - Yuri Naguibin | - Andréi Nuykin - Bulat Okudzhava - Valentín Oskotski - Grigori Pozhenyán - Anatoli Pristavkin - Lev Razgón - Aleksandr Rekemchuk - Róbert Rozhdéstvenski - Vladímir Savéliev - Vasili Selyunin - Yuri Chernichenko - Andréi Chernov - Marietta Chudakova - Mijaíl Chulaki |